# Costantino della Gherardesca
Costantino della Gherardesca Verecondi Scortecci (Roma, 29 gennaio 1977) è un conduttore televisivo, opinionista e conduttore radiofonico italiano noto per la sua partecipazione come opinionista a spettacoli televisivi condotti da Piero Chiambretti, oltre alla conduzione televisiva di Pechino Express a partire dal 2013.

## Biografia
Figlio di Alvin Verecondi Scortecci e di Costanza della Gherardesca (1939-2022), venne registrato all'anagrafe solo con il cognome materno, aggiungendo successivamente quello paterno, in quanto venne riconosciuto dal padre solo all'età di 5 anni. In questo periodo gli è invece vicino il padrino, il produttore cinematografico Giorgio Nocella.
Laureato in filosofia al King's College London, entra nel mondo dello spettacolo a inizio degli anni duemila.
Inizia a lavorare in televisione nel 2001 nel programma Chiambretti c'è in onda su Rai 2. L'anno successivo inizia a collaborare con il quotidiano L'Indipendente sotto la direzione di Giordano Bruno Guerri, curando la rubrica Bile Blu. Contemporaneamente inizia anche a collaborare con il sito web Dagospia. In seguito prende parte al programma di LA7 Prontochiambretti con una rubrica sul pensiero dei giovani. Dal 2004 partecipa da Milano a Markette - Tutto fa brodo in TV per il quale dà vita, oltre a quella del lettore di tarocchi, a una galleria di personaggi tra cui quello di Maga Maghella nella seconda e nella terza stagione, per il quale si ispira al film Quinto potere di Sidney Lumet, dell'omosessuologo Kinsey e quello di Cervellopoli. Come Maga Maghella della Gherardesca cura una rubrica giornalistica sul settimanale Vanity Fair. Fra le altre partecipazioni televisive vi è quella di aprile 2006 al programma di Italia 1 Colorado Cafè con Diego Abatantuono. Nel contempo continua la collaborazione in qualità di giornalista a varie testate, tra cui il mensile Rolling Stone, per il quale intervista tra gli altri Bobby Beausoleil, collaboratore di Kenneth Anger. Nel 2005 è inviato per il settimanale di costume e cultura Galatea su Rai 2 tenendo anche una rubrica settimanale di critica televisiva per l'emittente Radio Città Futura intitolata Videodrome, riferimento all'omonimo film di David Cronenberg del 1983. Nel 2007 Della Gherardesca fa parte del cast del programma di Fabio Canino TG Show in onda su Sky Show, per il quale interpreta, scrivendone i testi con Michele De Pirro, gli sketch del personaggio di una cinica guardia svizzera.

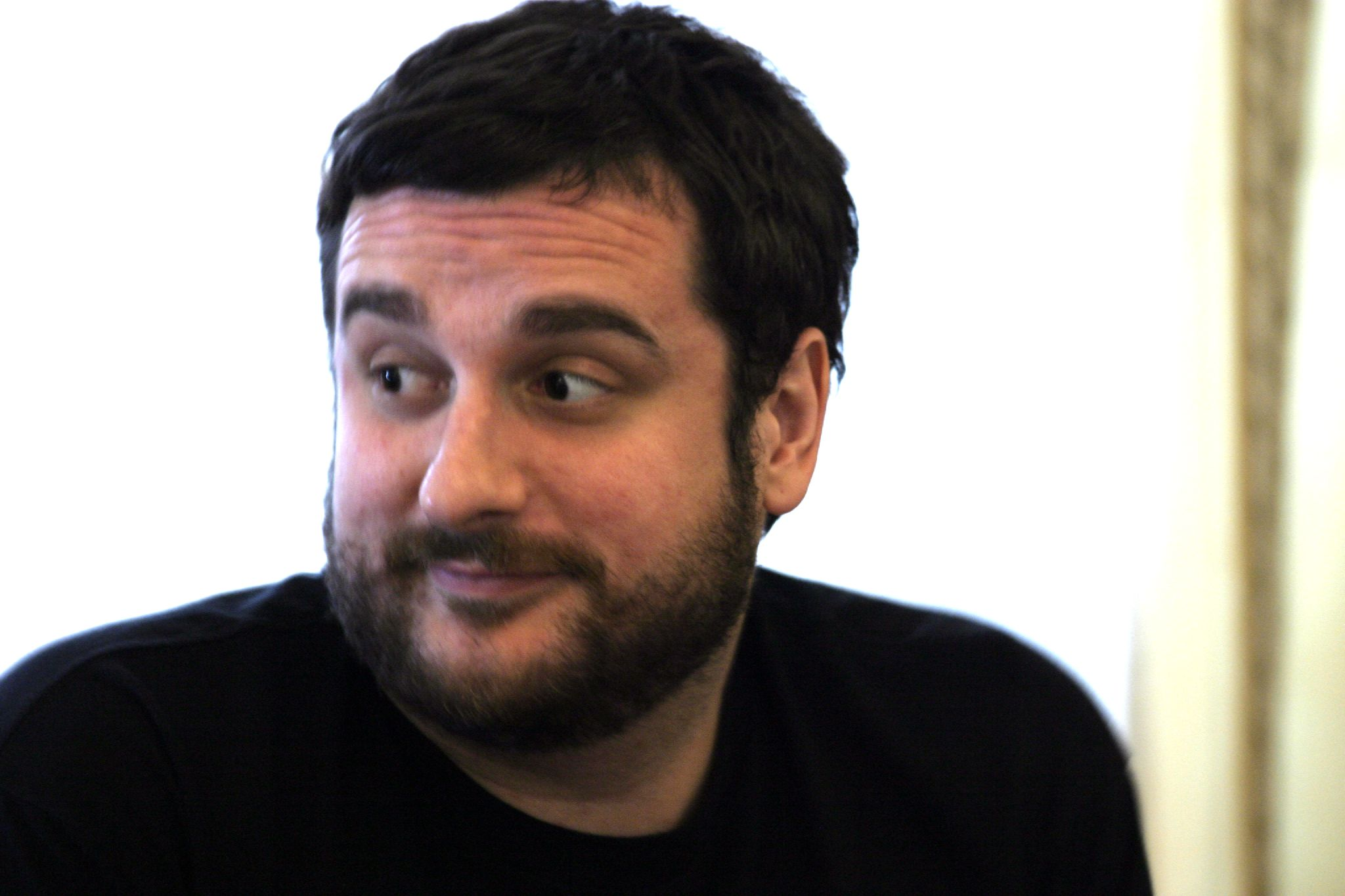
Costantino Della Gherardesca

Nell'estate dello stesso anno presenta a Torre del Lago la nona edizione del Friendly Versilia - Festival Citroen Mardi Gras organizzato dal portale web Gay.it. Durante la manifestazione crea un nuovo personaggio satirico modellato sulla figura di Camilla Parker-Bowles. Con il patron e autore Giorgio Bozzo scrive uno speciale televisivo per Sky Vivo sul Mardi Gras in onda il 14 settembre 2007 e, sempre nella stagione televisiva 2007-2008 partecipa a L'Italia sul 2 come opinionista sulle vicende dei naufraghi de L'isola dei famosi e a Ciao Darwin di Canale 5. Dall'inizio del 2008 cura la rubrica Alternative TV che tratta di televisione e musica trasmessa in video sulla rivista Rolling Stone. Un'analoga rubrica settimanale di critica televisiva è sviluppata poi dall'artista sul quotidiano DNews. Sempre dal 2008 è co-conduttore, assieme a Federico Bernocchi, di Dispenser, programma radiofonico quotidiano di Rai Radio 2. Collabora anche con Vogue.it e con la rivista Vice, per cui ha anche intervistato lo stilista Stefano Pilati e il musicista sperimentale James Ferraro. Dal 2009 partecipa alla trasmissione Chiambretti Night in onda su Italia 1. Il 23 aprile 2010 partecipa ancora una volta a Ciao Darwin come capitano della squadra della nobiltà, contrapposto alla squadra della miseria; nel 2007 capitanò i gay contro gli etero. Nel 2011 partecipa a ExtraFactor su Sky Uno in veste di opinionista. L'anno successivo affianca la top model Eva Riccobono nella trasmissione a divulgazione scientifica Eva, su Rai 2. Sempre nel 2012 prende parte, in veste di giudice insieme a Tommy Vee e a Cristina Poi, al talent show Born to mix condotto da Diego Passoni, andato in onda il sabato sera in prima serata su Deejay Tv.
Nell'autunno 2011 apre un sito di satira sul fitness intitolato In Gran Forma. Nell'autunno 2012 partecipa in coppia con il nipote Gherardo Fedrigo Gaetani Dell'Aquila D'Aragona detto Barù al nuovo reality game di Rai 2 Pechino Express, condotto da Emanuele Filiberto di Savoia. Zio e nipote si classificano al terzo posto, arrivando a un passo dalla finale a due coppie. L'anno successivo diventa il nuovo conduttore dello stesso programma, conducendone tutte le edizioni successive. Dal 2014 conduce per due stagioni il docu-reality di Rai 2 Boss in incognito. Nello stesso anno inizia a condurre su Rai Radio 2 il programma Acapulco. Nel 2015 presenta nuovi programmi sulle reti Discovery: su Real Time il talent show Hair - Sfida all'ultimo taglio e il programma Best in Town - Il migliore in città, e su Deejay TV il game-show Tanto vale, l'introduzione alle puntate della versione USA di Boss in incognito (Undercover Boss), e assieme a Chef Rubio la puntata pilota del docu-reality Il ricco e il povero, in onda su DMAX e sul NOVE. Nel 2017 diventa panelist di Sbandati salvo poi condurre il programma dal 28 marzo al 3 aprile, per quattro puntate del programma al posto di Gigi e Ross. Nell'inverno del 2018 è protagonista, affiancato da Elisabetta Canalis, Paola Ferrari, Eleonora Giorgi e Valeria Marini, del docu-reality di Rai 2 Le spose di Costantino, che ottiene bassi ascolti. Dal 13 gennaio del 2018 torna in radio con Safar, il programma di viaggi di Rai Radio 2 in onda ogni sabato e domenica mattina che termina il 1º luglio 2018 non venendo rinnovato per la seconda stagione dalla rete. Successivamente viene scelto come nuovo conduttore del talent show di Rai 2 The Voice of Italy, in onda a partire da marzo 2018. Dallo stesso anno, collabora con il quotidiano Il Foglio scrivendo la rubrica settimanale "Deluxe mea Lux", mantenuta fino al 2021. Nel 2019 conduce su Rai 2 il game show itinerante Apri e vinci, che l'anno successivo verrà ribattezzato Resta a casa e vinci in riferimento alle restrizioni previste a seguito della pandemia di COVID-19 in Italia.
Nell'autunno del 2020 partecipa come concorrente alla quindicesima edizione di Ballando con le stelle in coppia con la ballerina Sara Di Vaira, dove si classifica al quarto posto. A gennaio 2021 viene confermato nel cast di giudici della seconda stagione de Il cantante mascherato di Rai 1.
Approda poi a Sky, dove conduce Quattro matrimoni, nuovamente Pechino Express, ed è giudice di Celebrity Chef.

## Televisione
- Chiambretti c'è (Rai 2, 2001-2003) Opinionista
- ProntoChiambretti (LA7, 2003) Opinionista
- Markette - Tutto fa brodo in TV (LA7, 2004-2007) Opinionista
- TG Show (Sky Show, 2007)
- Il ballo delle debuttanti (Canale 5, 2008) Giurato
- Chiambretti Night (Italia 1, 2009-2010) Opinionista
- Xtra Factor (Sky Uno, 2011) Opinionista
- Chiambretti Sunday Show (Italia 1, 2012)
- Eva (Rai 2, 2012)
- Born to mix (Deejay TV, 2012) Giurato
- Pechino Express (Rai 2, 2012) Concorrente; (Rai 2, 2012-2020; Sky Uno, dal 2022) Conduttore
- Boss in incognito (Rai 2, 2014-2015)
- Hair - Sfida all'ultimo taglio (Real Time, 2015)
- Best in town - Il migliore in città (Real Time, 2015)
- Tanto vale (NOVE, 2015-2016)
- Undercover Boss (NOVE, 2016) Commentatore
- Pechino Addicted (Rai 4, 2016) Commentatore
- Sbandati (Rai 2, 2017)
- Secondo Costa (Rai 2, 2017)
- Bangkok Addicted (Rai 4, 2017) Commentatore
- Le spose di Costantino (Rai 2, 2018)
- The Voice of Italy (Rai 2, 2018)
- Apri e vinci (Rai 2, 2019-2020)
- Live - Non è la D'Urso (Canale 5, 2019-2020) Opinionista ricorrente
- The Royals - Vizi e virtù a corte (Sky Uno, 2020)
- Resta a casa e vinci (Rai 2, 2020)
- Ballando con le stelle (Rai 1, 2020) Concorrente
- Celebrity Hunted: Caccia all'uomo (Prime Video, 2020)
- Il cantante mascherato (Rai 1, 2021) Giurato
- Quattro matrimoni (Sky Uno, dal 2021)
- Premi Oscar 2022 (TV8, 2022) Opinionista
- Alessandro Borghese - Celebrity Chef (TV8, 2023) Giurato
- Donne sull'orlo di una crisi di nervi (Rai 3, 2024) Opinionista
- GialappaShow 5x01 Cameo in sensualità a corte

## Web
- Celebrity Hunted (Amazon Prime Video, 2020)
- Artefatti (Podcast con Francesco Bonami, 2021-in corso)

## Radio
- Videodrome (Radio Città Futura, 2005)
- Dispenser (Rai Radio 2, 2008-2010)
- Acapulcop (Rai Radio 2, 2014-2015)
- Safar (Rai Radio 2, 2018)

## Opere
- Costantino della Gherardesca, Punto. Aprire la mente e chiudere con le stronzate, Rizzoli Lizard, 2017, ISBN 978-8817094795.
- Costantino della Gherardesca e Marco Cubeddu, L'ultimo anno della mia giovinezza, Arnoldo Mondadori Editore, 2018, ISBN 978-8804680659.
- Costantino della Gherardesca, La religione del lusso, Rizzoli Lizard, 2020, ISBN 978-8817103251.